# 高雄市立中山高級中学
高雄市立中山高級中学（英語: Kaohsiung Municipal Chungshan Senior High School，略称：CSHS）は、台湾高雄市楠梓区に位置する高級中学であり、1990年（民国79年）7月1日に設立された。

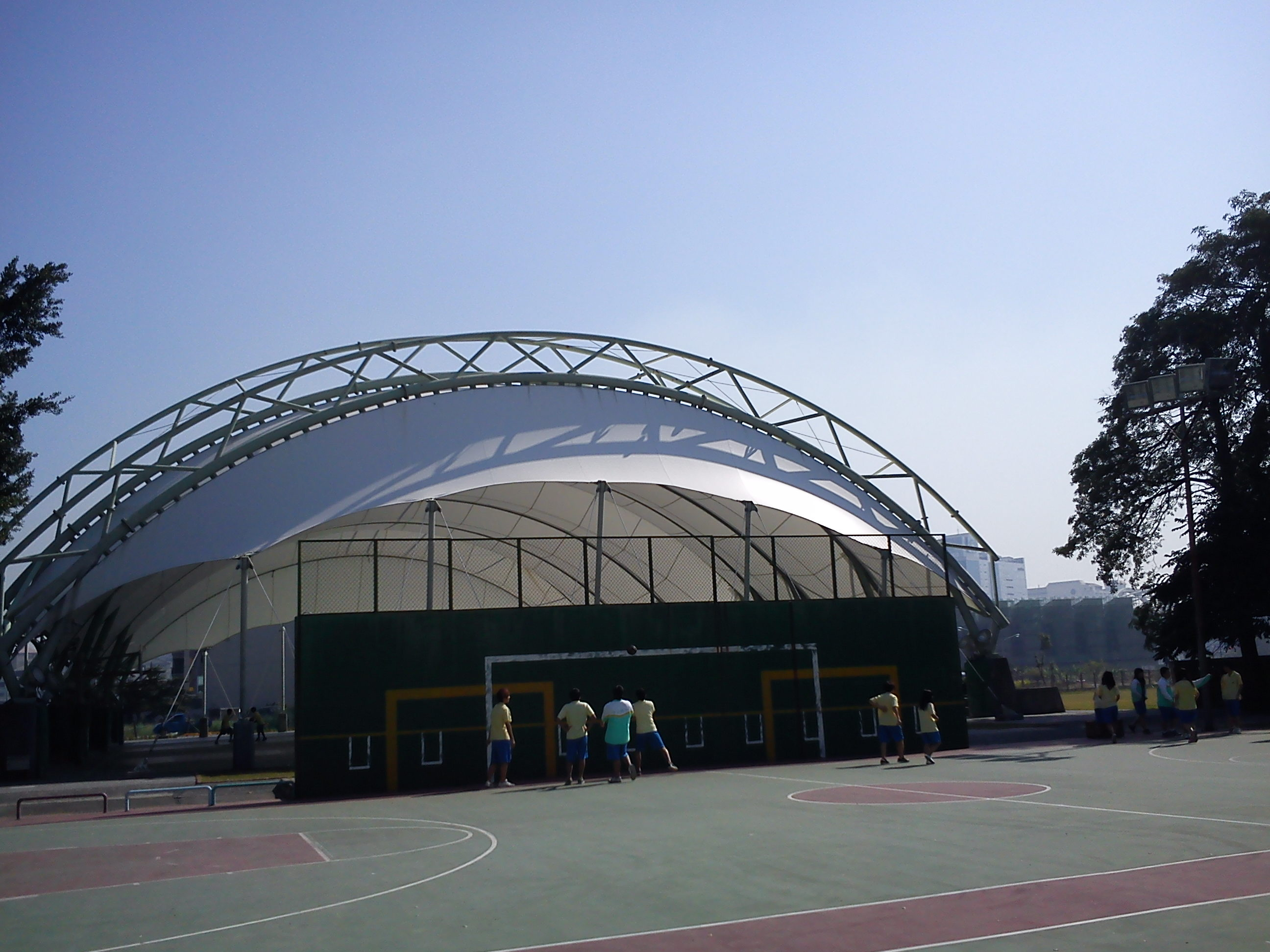
運動場

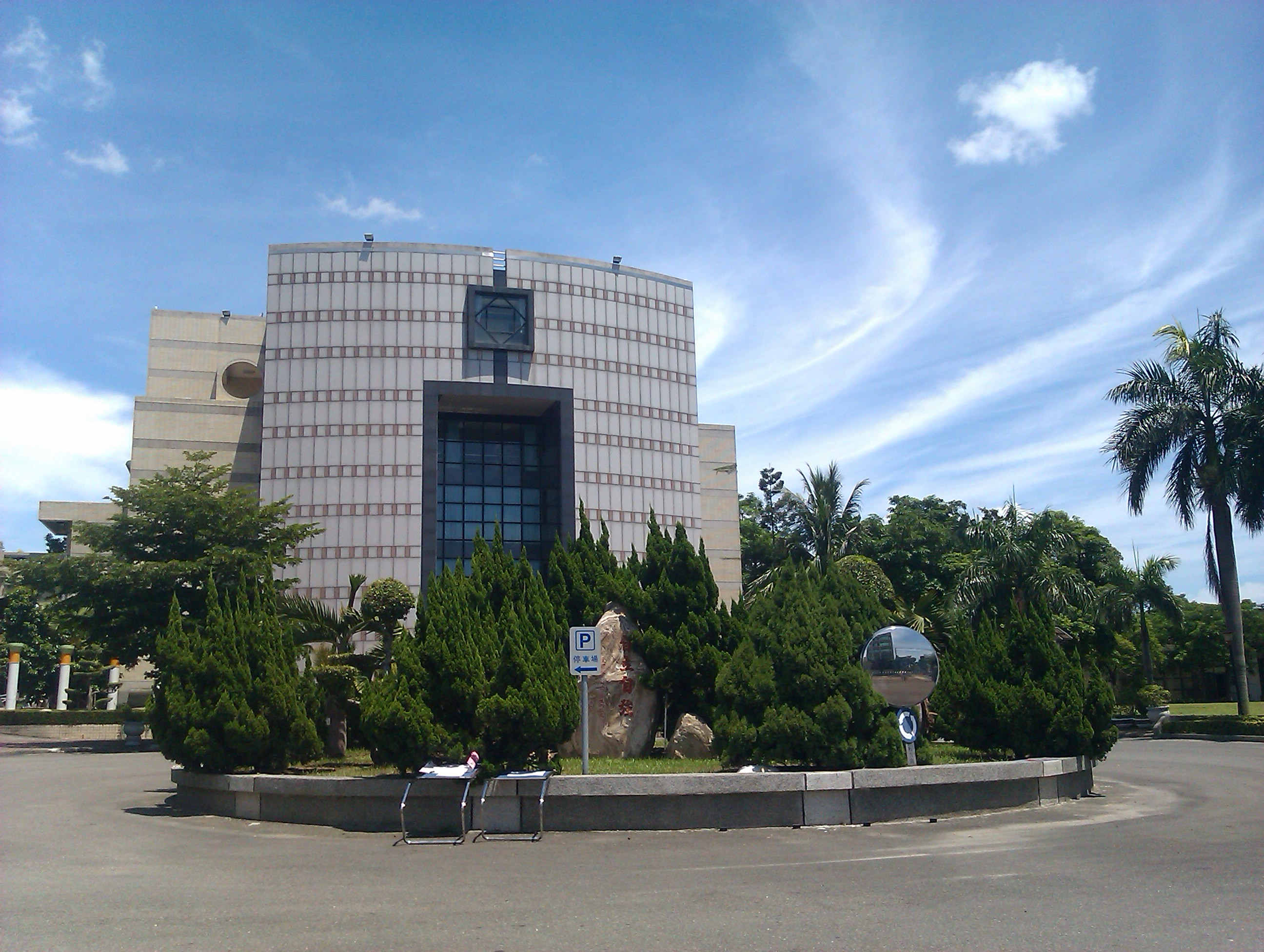
図書館

## 沿革
- 1990年7月1日：開校。

## 姉妹校
- 三重県立津高等学校